# 脈管形成
脈管形成 (英: Vasculogenesis) は血管が内皮細胞から新たに形成されるプロセスである。

## 過程
脈管形成は血管新生と似ているが、これらは一つの点で異なっている。すなわち、血管新生においては既存の血管から新たな血管が形成されるのに対し 、脈管形成では既存の血管を持たないところに血管が形成される。具体的には、毛細血管から内皮細胞が出芽する場合は血管新生である。一方、脈管形成では内皮前駆細胞（血管芽細胞）が成長因子や細胞外マトリックスからの刺激により分化、血管を形成する。 こうして形成された血管網に刈り込みや血管新生が起こる。

## 発生
脈管形成は胚からの循環系の発生において見られる。脈管形成により一次毛細血管網として卵黄嚢の血島における胚体外脈管形成、および背側大動脈における胚体内脈管形成が見られる。卵黄嚢より形成された血管は鳥類では卵黄静脈 (vitelline vein) と呼ばれ、哺乳類では臍腸間膜静脈、または単に臍静脈と呼ばれる。
血島は側板中胚葉に由来する血液血管芽細胞が凝集することにより形成される。血液血管芽細胞は臓側中胚葉由来の細胞にFGF2が作用することにより発生する。分化した血液血管芽細胞はVEGFの影響下で血島を形成し、さらに血管内皮細胞へと分化する。分化した血管内皮細胞により形成された網状構造は血管新生により体節中胚葉に侵入し、血管網を形成する。
脈管形成は成体中でも循環性の内皮前駆細胞により起こりうる。成体において脈管形成が見られる例としては、以下のものが挙げられる。
- 腫瘍成長 (HP59（英語版）参照)
- 外傷、例えば心虚血後の再血管形成
- 子宮内膜症 - 異所性の子宮内組織における微細血管の内皮細胞の37%は内皮前駆細胞に由来するものである[6]。